# Merlin (Software)
Merlin Project (ursprünglich Merlin in Version 1.x und 2.x genannt) ist eine kommerzielle Projektmanagementsoftware für macOS und iOS, die von ProjectWizards GmbH aus Deutschland entwickelt wird. Die Anwendung erlaubt die Erstellung von Projektplänen, die Überwachung und Nachverfolgung vom Status der Vorgänge im Projekt, Zuweisung von Ressourcen und das Verwalten von Budgets.
- Mit 'Merlin Server für Merlin Project', ist eine Server-Lösung für größere Teams, mit der man von Merlin Project erstellte Projektdateien zentral für die gemeinsame Nutzung freigeben kann, erschienen.

## Editionen
Neben Merlin Project, das sich an professionelle Projektmanager richtet und seine Stärken im Management komplexer Projekte ausspielt, hat ProjectWizards weitere Applikationen entwickelt: Mit Merlin Server können größere Teams gemeinsam und gleichzeitig an Projektdateien arbeiten, die auf einem sicheren Server gespeichert werden.
Seit 2016 ist außerdem Merlin Project Express für Einsteiger erhältlich, eine schlanke Variante der Muttersoftware. Ebenfalls seit 2016 auf dem Markt ist Merlin Project Go für das Management von Projekten via Smartphone. Merlin Project Go kann sowohl als eigenständige App als auch als Erweiterung einer bestehenden Merlin Project- oder Merlin Project Express-Lizenz genutzt werden.

## Versionsgeschichte
Merlin 1 wurde erstmals offiziell im November 2004 veröffentlicht. Seitdem wurde die Anwendung kontinuierlich weiterentwickelt.
Merlin 2 wurde zwei Jahre später, im November 2006, veröffentlicht. Seit Version 2.5 – erschienen im Januar 2008 – können Anwender Projekte gemeinsam über ein Netzwerk bearbeiten. Mit der Version 2.6 kam die Möglichkeit hinzu, Projekte im Web-Browser zu bearbeiten, später folgte das iPhone-Sharing.
Merlin Project, die Weiterentwicklung von Merlin 2, wurde Anfang 2015 veröffentlicht. Seit Juni 2016 bilden die Merlin Project 4 zusammen mit Merlin Server und Merlin Project Go die aktuelle Produktpalette.
Aktuelle offizielle Versionen sind:
- Merlin Project[6] für Macs, iPhones und iPads
- Merlin Server[7] für Macs ab OS X 10.10.5 Yosemite oder neuer (empfohlen)
- Merlin Project Express[8] für Macs ab macOS 10.11 oder neuer (empfohlen)

## Funktionen
Merlin Project bietet alle Funktionen, um Projektprozesse zu planen, zu managen und zu kontrollieren. Projektmanager können Aktivitäten, Ressourcen und Budgets auch von komplexen Projekten managen. Dabei ermöglichen zahlreiche Individualisierungsfunktionen, dass Nutzer jederzeit die Übersicht behalten und bequem Zugriff auf gewünschte Informationen haben.
Merlin Project unterscheidet sich durch einige Features von vergleichbaren Produkten.
- Visualisierungen: Das Herzstück von Merlin Project ist der Projektstrukturplan. Es können Abhängigkeiten, Meilensteine und komplexe Prozesse definiert werden. Vorgänge können dabei auf diverse Arten dargestellt werden: in einem Zeitdiagramm (Gantt-Diagramm), Netzplan-Darstellungen, Kanban[9] oder einer Mind-Map. Dabei kann zum Beispiel gezielt auf den kritischen Pfad fokussiert werden.

- Ressourcenmanagement: Merlin Project bietet umfangreiche Funktionen, um Ressourcen zu managen. Die Auslastung kann beispielsweise in Balkendiagrammen, Histogrammen und Zeitkästen visualisiert werden. Zudem bietet es einen Ressourcenpool an.

- Filterfunktionen: Mit der Filterfunktion lassen sich persönliche Aufgaben, Meilensteine, Inhalte auf dem kritischen Pfad, Vorgänge hinter dem Zeitplan, erledigte Vorgänge und noch viele weitere Informationen gesondert im Projekt darstellen. Die Leistungswertanalyse auf Vorgangs oder Projektebene entspricht der Standardmethoden Projektmanagement für Leistungswerte. Des Weiteren existiert die Gruppierungsfunktion für die Zusammenfassung von Informationen.

- Reports: Das Programm wird ausgeliefert mit einem Satz von vorgefertigten Ansichten und Berichten. Zusätzlich ist die Anpassung von eigenen Ansichten und Berichten direkt im Programm möglich.

- Export: Die Projektinhalte lassen sich für Dritthersteller-Produkte über die Exportfunktion sichern. Zudem erlaubt es eine Funktion zur automatischen Aktualisierung der Inhalte, die Projektinhalte immer aktuell in diversen Formaten zur Verfügung zu stellen. Als Quellen für die exportierten Inhalte können lokale Pfade, angeschlossene Netzwerkvolumen, FTP, WebDAV oder SMTP-Mail-Server dienen. Letztere setzen einen konfigurierten Account mit Zugangsdaten zum Server voraus.

- Zusammenarbeit: Merlin Project unterstützt eine Reihe von Cloud-Lösungen wie iCloud oder Dropbox. Damit ist die Bearbeitung von Projektdateien und der Informationsaustausch durch Benutzer von zwei unterschiedlichen Macs und von unterschiedlichen Standorten aus möglich. Sollen Projekte zeitgleich von verschiedenen Nutzern bearbeitet werden, kann Merlin Server genutzt werden. Änderungen werden automatisch in das Projekt integriert. Private Arbeitsbereiche ermöglichen es, Änderungen auch erst lokal vorzunehmen und später für andere Teammitglieder zu veröffentlichen. Dabei kann über eine intelligente Historie sehr granular entschieden werden, welche Änderungen integriert, welche verworfen und welche rückgängig gemacht werden sollen.
- KI Projektgenerierung: Seit Version 9[10] erstellen Benutzer in Merlin Project über einen kurzen Text-Prompt ein vollständiges Projekt mitsamt Ressourcen, Abhängigkeiten, Risikoanalyse, Arbeit & Dauer.

Merlin Project und Merlin Server lassen sich in einem einmaligen Zeitraum von 30 Tagen kostenlos und ohne Einschränkungen im vollen Umfang testen. Nach Ablauf der Testzeit lassen sich Dokumente nur noch zum Lesen öffnen. Zum Umwandeln der Demoversion zu einer Vollversion wird der Erwerb einer Lizenzdatei vorausgesetzt. Das Freischalten der Demoversion wird durch die erworbene Lizenzdatei vollzogen.

## Unternehmensgeschichte
Gründer und Geschäftsführer Frank Blome entwickelte die Idee zu Merlin Project zunächst als Lösung für sein eigenes Consulting-Unternehmen ProjectWizards, da er mit den bis dato verfügbaren Projektmanagement-Anwendungen für Mac unzufrieden war. Letztlich wurde die erste Version Merlin dann doch als kommerzielle Software veröffentlicht. Die Resonanz war so positiv, dass ProjectWizards das eigene Consulting Business beendete und sich seitdem ganz auf die Weiterentwicklung von Merlin konzentriert. Heute ist Merlin Project eine der erfolgreichsten Projektmanagement-Anwendungen für macOS und iOS.